# Sohgenia
Sohgenia is een geslacht van weekdieren uit de klasse van de Gastropoda (slakken).

## Soort
- Sohgenia palauensis Hamatani, 1991